# Щитовник гребенчатый
Щито́вник гребе́нчатый (лат. Dryópteris cristáta) — многолетний папоротник, вид рода Щитовник.

## Ботаническое описание

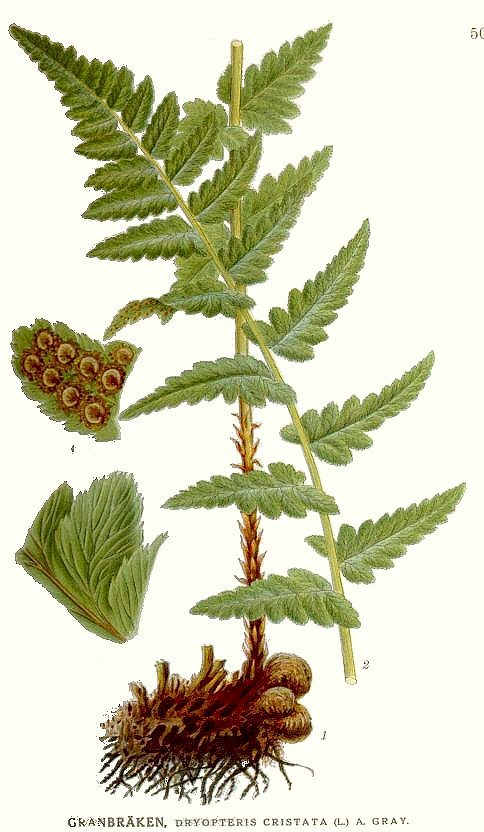

Многолетнее растение от 30 до 75 см высотой.
Корневище укороченное толстоватое.
Вайи длиной от 35 до 60 см и шириной 8—12 см, тёмно-зелёные, дважды перисторассечённые, ланцетные или продолговатые. Спороносные листья с длинными черешками, почти равными по длине пластинке, удлинённо-ланцетные, кожистые, лоснящиеся, торчащие, длиннее стерильных, достигают в длину в отдельных случаях 70 см; вегетативные листья более короткие, продолговатые. Нижний сегмент листа яйцевидно- или ланцетно-треугольный, рассечённый на пять—шесть пар явственных долей. Сегменты первого порядка на вегетативных листьях сближенные, а на спороносных — несколько расставленные.
Вайи зимнезелёные, формируют розетку.
Сорусов немного, они расположены в два ряда. Спороносит в июле — сентябре.
Число хромосом 2n = 164.

### Химический состав
В растении обнаружены фенольные соединения: альбаспидин, флаваспидовая кислота, парааспидин, дезаспидин, трисдезаспидин.

## Распространение и экология
Распространён в северной и средней частях Европы и в восточной и центральной частях Северной Америки.
В России нередко, но спорадически встречается в лесных районах европейской части и в Западной Сибири во всех областях, но к югу реже.
Растёт на моховых и травяных болотах, в заболоченных лесах и зарослях кустарников; чаще всего на кочках или приствольных повышениях.
Достигает в гористых местностях высоты 1200 м над уровнем моря.

## Хозяйственное значение и применение
Корневища в гомеопатии и народной медицине используют как антигельминтное; в Северной Америке — как отхаркивающее и противолихорадочное.
Спиртовой экстракт листьев проявляет бактериостатическую активность.
Растение можно разводить в садах как декоративное.